# Henri-Frédéric de Brandebourg-Schwedt
Henri-Frédéric, né le 21 août 1709 et mort le 12 décembre 1788 à Schwedt, est un prince prussien de la maison de Hohenzollern. Portant le titre de margrave, il fut le dernier chef de la branche collatérale de Brandebourg-Schwedt de 1771 à sa mort.

## Biographie
Né au château de Schwedt dans la marche de Brandebourg, Henri-Frédéric est le fils cadet du margrave Philippe-Guillaume de Brandebourg-Schwedt (1669-1711) et de son épouse Jeanne-Charlotte (1682-1750), fille du prince Jean-Georges II d'Anhalt-Dessau. L'enfant a deux ans à la mort de son père, et est alors placé sous la tutelle de son oncle, le roi Frédéric Ier de Prusse, puis sous celle de son cousin Frédéric-Guillaume Ier, fils et successeur de Frédéric Ier. 
Bien que chef d'un régiment d'infanterie prussien, il montre peu d'intérêt pour l'art militaire : en 1733, une mauvaise conduite à l'armée lui vaut la colère du « Roi-Sergent » ainsi que quelques semaines d'emprisonnement. Frédéric le Grand le traita ensuite avec mépris. 
Marié à Léopoldine-Marie d'Anhalt-Dessau depuis 1739, il s'est disputée avec son épouse après la naissance de ses deux filles. Finalement, le roi en tant que chef de la maison de Hohenzollern, a ordonné le bannissement de Léopoldine-Marie à Colberg en Poméranie. En 1755, Henri-Frédéric acquiert le palais des Princesses à Berlin. Il participe aux séances de l'Académie royale des sciences de Prusse il correspondait avec le mathématicien Leonhard Euler.
Il hérite du titre de margrave de Brandebourg-Schwedt à la mort de son frère aîné, Frédéric-Guillaume, en 1771. Il est un mécène pour les arts, en particulier pour le théâtre. En 1784, à un âge avancé, il a épousé sa maîtresse, l'actrice Marie Magdalene Charlotte Carl (1763-1838).
Henri-Frédéric ne laisse que des filles. À sa mort, la lignée mâle de Brandebourg-Schwedt s'éteint et le fidéicommis retourne à la couronne de Prusse.

## Famille
Henri-Frédéric épouse le 13 février 1739 sa cousine Léopoldine-Marie (1716-1782), fille du prince Léopold Ier d'Anhalt-Dessau. Deux enfants sont nés de cette union :
- Frédérique-Charlotte de Brandebourg-Schwedt (1745-1808), dernière abbesse de Herford ;
- Louise de Brandebourg-Schwedt (1750-1811), épouse en 1767 le prince Léopold III d'Anhalt-Dessau.